# Pachylomalus sulcatipygus
Pachylomalus sulcatipygus är en skalbaggsart som beskrevs av Cooman 1932. Pachylomalus sulcatipygus ingår i släktet Pachylomalus och familjen stumpbaggar. Inga underarter finns listade i Catalogue of Life.